# Fischbachau
Fischbachau è un comune bavarese del circondario di Miesbach, che comprende i quartieri di Fischbachau, Birkenstein, Hammer, Hagnberg, Aurach, Elbach, Dürnbach,Auerberg, Hundham e Wörnsmühl.

## Geografia fisica
Fischbachau è situata nella vasta valle del fiume Leitzach e più precisamente su di un deposito fluviale sul lato est della valle del Leitzach, ai piedi del monte Berenstein. A 900 metri a sud del centro si trova il lago Wolfsee.
Questa cittadina dista 15 km da Miesbach, 25 km da Rosenheim, 32 km da Kufstein, 17 km dall'autostrada federale 8 (uscita Irschenberg o Bad Aibling) e 60 km da Monaco, capoluogo della Baviera.
La stazione di Fischbachau si trova ad Hammer,  a 2,5 km di distanza dal centro, ed è collegata a Miesbach tramite autobus di linea che passano per Fischbachau e Wörnsmühl.

## Storia
Fischbachau venne menzionata per la prima volta nei manoscritti Frisoni Liber commutationum et traditionum attorno al 1078-1080. Un'ulteriore testimonianza si ebbe nel 1085, quando la contessa Haziga von Diessen fece trasferire il monastero benedettino di Bayrischzell a Fischbachau, nel 1104 la congregazione si spostò nuovamente a Petersberg presso Dachau per poi stabilirsi definitivamente presso l'abbazia di Scheyern. A Fischbachau nel frattempo, tra il 1096 e il 1100, venne costruita come chiesa conventuale l'odierna chiesa di San Martino, che è stata prepositura dell'abbazia di Scheyern fino alla secolarizzazione del 1803 ed è oggi la basilica romanica meglio conservata e più antica dell'Alta Baviera.
Il comune politico di Fischbachau nacque ufficialmente nel 1811. Con la riforma territoriale bavarese del 1976 vennero fusi i comuni di Fischbachau, Hundham e Wörnsmühl nell'unico comune di Fischbachau, al quale poi nel 1978 vennero integrati anche i territori meridionali dell'allora comune di Niklasreuth.
Il quartiere e il luogo di pellegrinaggio più famoso è Birkenstein.

## Monumenti e luoghi d'interesse
- Fischbachau 
  - St. Martins-Münster – Chiesa di San Martino (fine XI secolo, ristrutturata nel 1700)
  - Friedhofskirche Mariä Schutz – Chiesa della Protezione di Maria (costruita nel 1087)
  - Ex prepositura
- Birkenstein 
  - Wallfahrtskapelle – Cappella del pellegrinaggio (con altare all'aperto)

- Elbach 

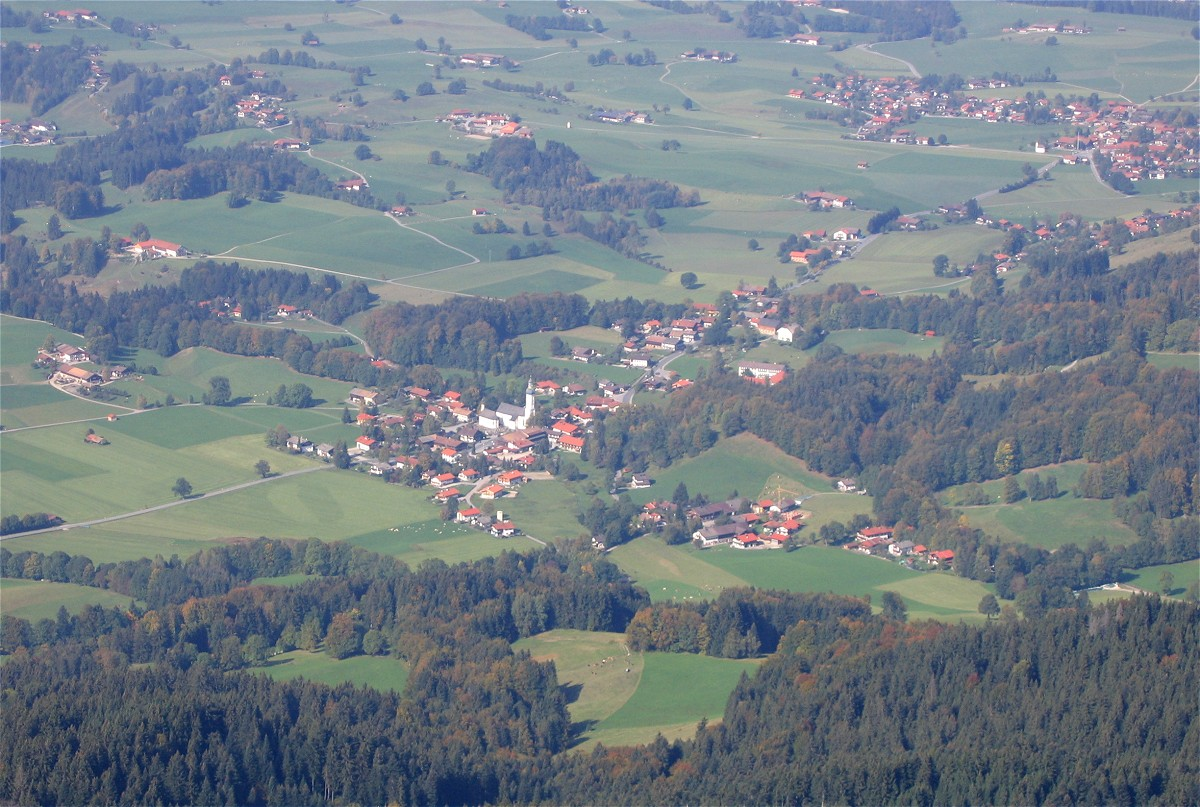
Vista su Elbach dal monte Berenstein

  - Pfarrkirche St. Andreas – Chiesa di Sant'Andrea
  - Friedhofskirche Hl. Blut – Chiesa del Santo Sangue
- Dürnbach 
  - Pfarrhof – Pieve (inizio XVI secolo, ristrutturazione inizio del XIX secolo, tardogotica cappella privata della Santa Trinità)
  - Pfarrstadl (costruzione di pietra, restaurata e trasformata in canonica nel 2003)
- Hundham 
  - Leonhardikapelle – Cappella di Leonardo
- Wörnsmühl 
  - Dreifaltigkeitskirche – Chiesa della Trinità

### Monumenti architettonici a Fischbachau

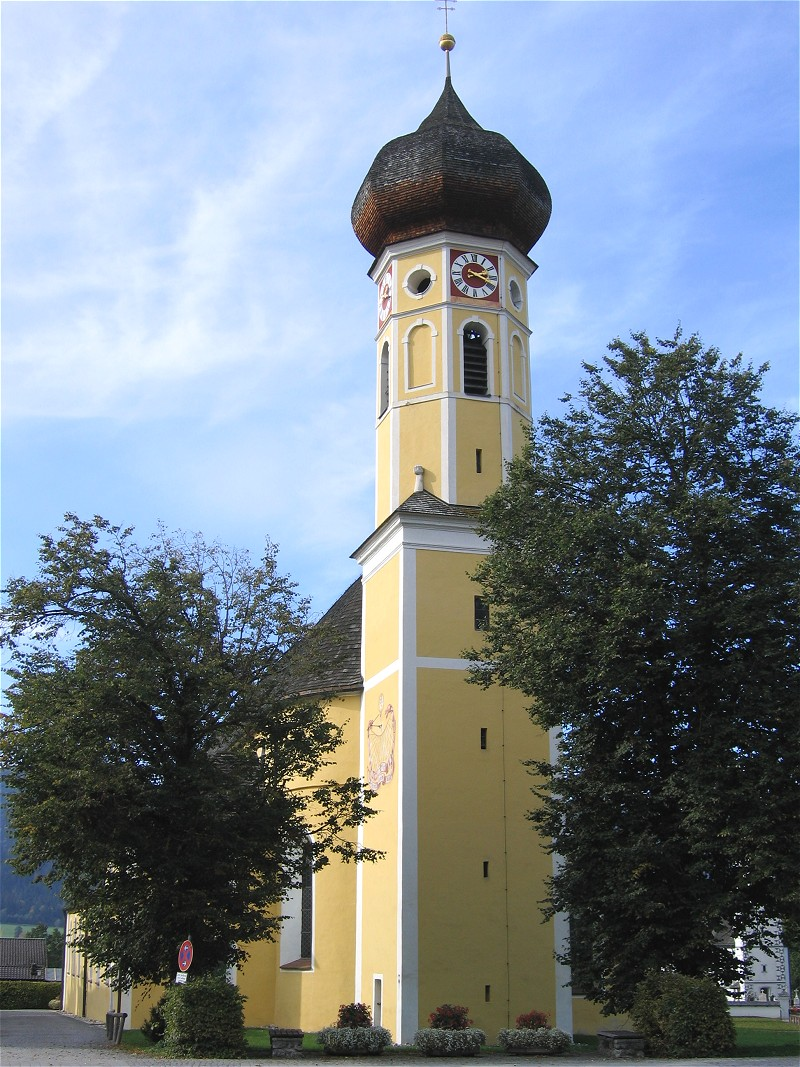
St. Martinsmünster
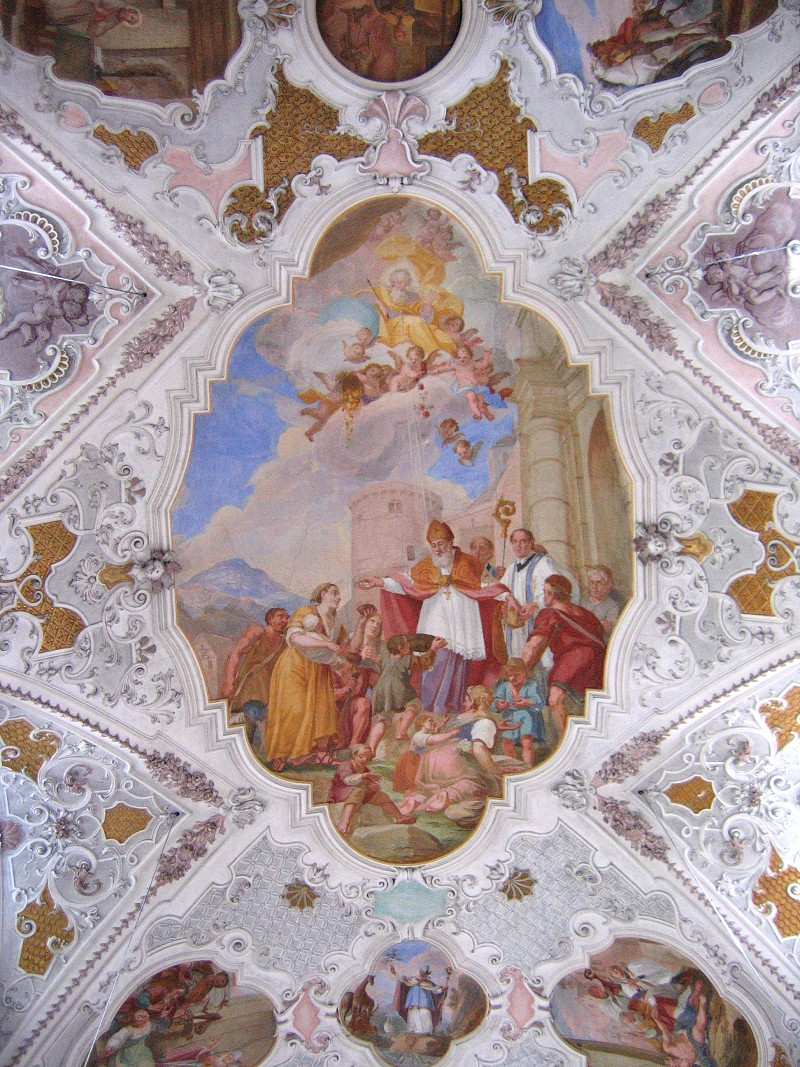
St. Martinsmünster, affresco
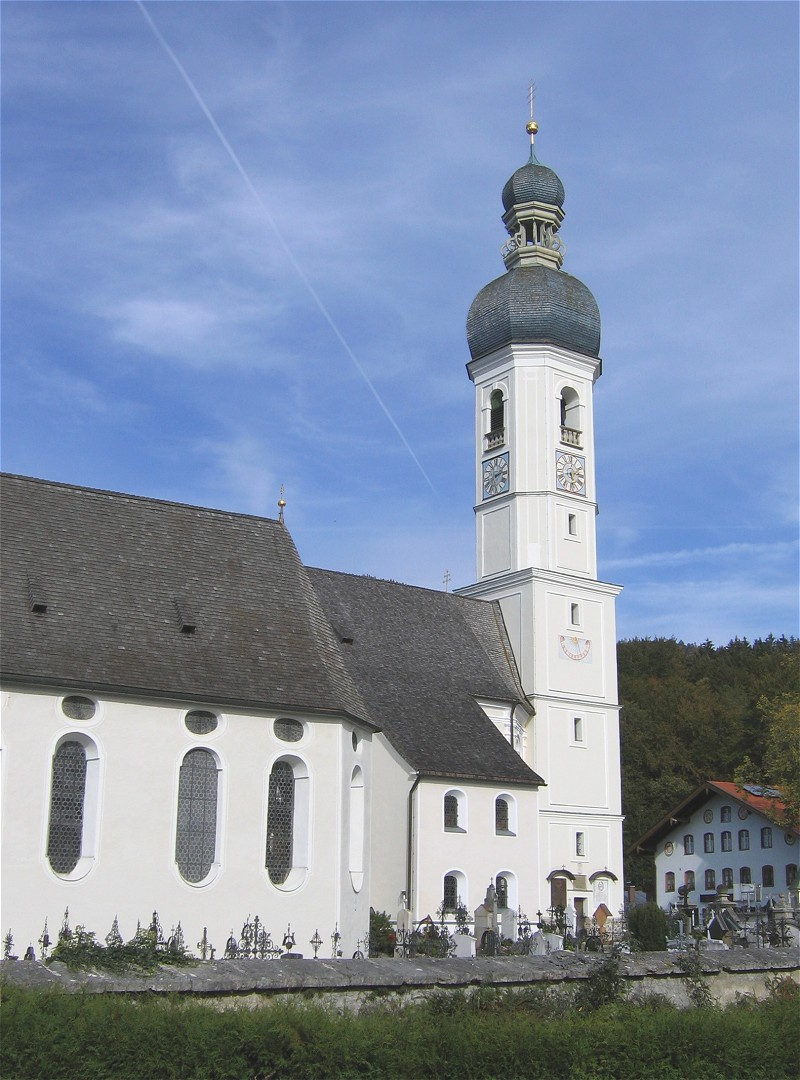
Pfarrkirche St. Andreas
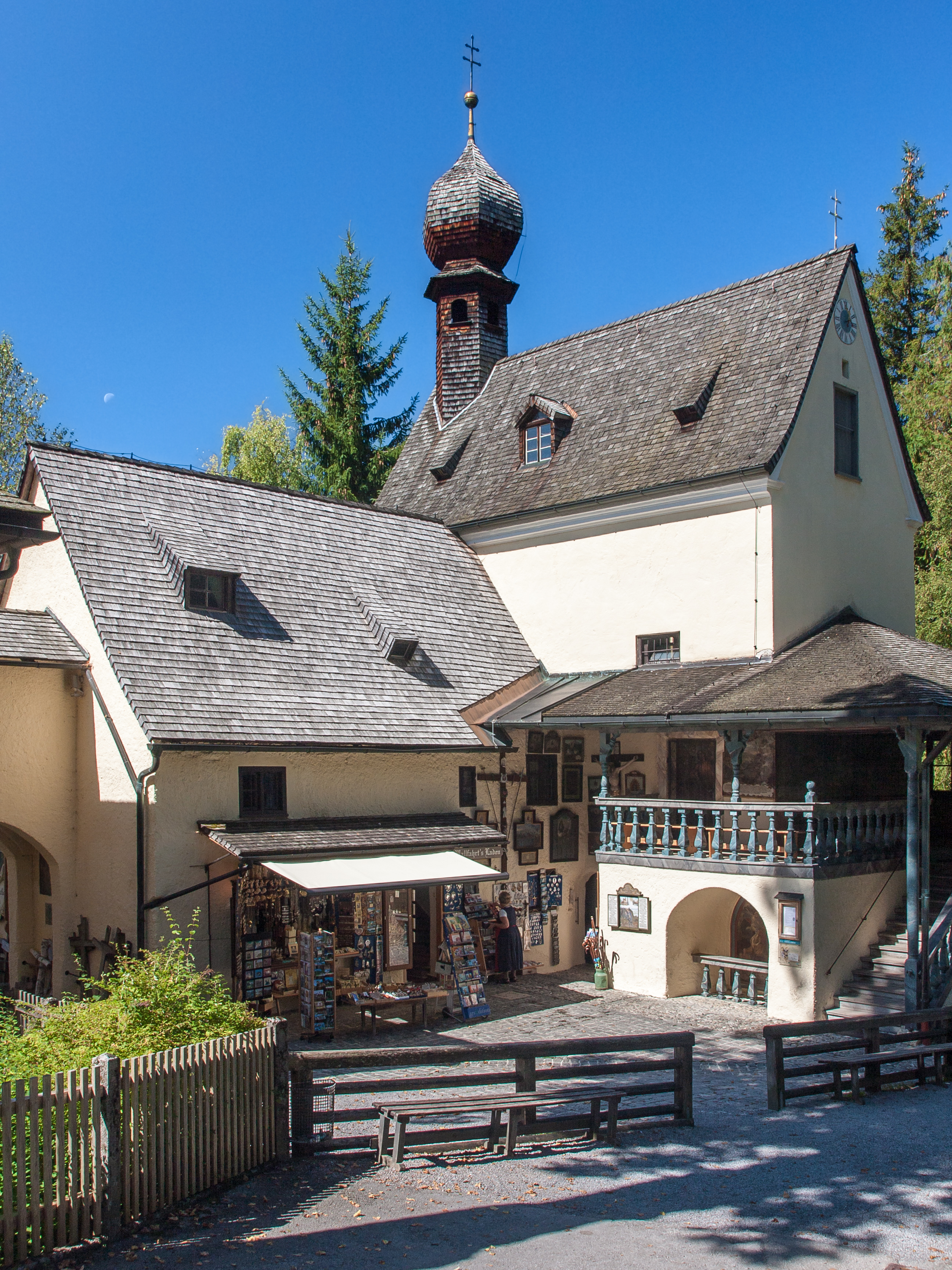
Wallfahrtskapelle Maria Himmelfahrt

## Amministrazione

### Gemellaggi
- Castagnaro